# Marquesado de Hazas
El título nobiliario de marqués de Hazas fue otorgado por el Rey Amadeo I el 1 de enero de 1873 a Francisco de Hazas y Abascal,  Senador del Reino, Gran Cruz de Isabel la Católica.

## Marqueses de Hazas
|                                 | Titular                               | Periodo                         |
| Creación por Amadeo I de España | Creación por Amadeo I de España       | Creación por Amadeo I de España |
| ------------------------------- | ------------------------------------- | ------------------------------- |
| I                               | Francisco de Hazas y Abascal          | 1873-1895                       |
| II                              | María Regina de Hazas y Abarca        | 1896-1951                       |
| III                             | Justo Sarabia y de Hazas              | 1952-1968                       |
| IV                              | José Luis Sarabia y de la Peña        | 1969-1986                       |
| V                               | Luis Carlos Sarabia y Gil de Reboleño | 1987-actual titular             |